# 化学性食中毒
化学性食中毒（かがくせいしょくちゅうどく）とは食品あるいは食品原料に本来含まれていない有害化学物質を摂取することによって発生する食中毒。重金属やカビ毒による汚染、有害食品添加物の混入、変敗に伴う油脂酸化物の生成、ヒスタミン生成菌によるヒスタミンの蓄積などが原因となる。細菌性食中毒に比べて発生率は少ないが、発生すると大規模な事件に至ることが多い。日本における2001年から2010年までの10年間の化学性食中毒は128件で、そのうち97件がヒスタミンによる食中毒である。

## 有害食品添加物
甘味料、調味料、人工着色料などとして食品に添加されたために問題が生じる。有害作用が確認されているものは添加が規制されている。
- 有害保存料:ホウ酸、ホルムアルデヒド、サリチル酸、ソルビン酸ナトリウム、フッ素化合物、デヒドロ酢酸
- 有害甘味料:ズルチン、エチレングリコール
- 有害着色料:オーラミン、ローダミン、バターイエロー
- 有害殺菌料:AF2
- 有害漂白料:ロンガリット
- 有害調味料:粗製アミノ酸醤油

## 偽造品
外観や香味が類似の有害化学物質を食品と偽って提供したためによる事故が知られている。
- メタノール
終戦時のアルコール不足の際に、メチルアルコール入りの酒類が市場に出回った。

## 農薬
農薬の残留、汚染、誤用により、食中毒を起こす場合がある。
- DDT
- メタミドホス

## 有害金属
食品への混入、容器からの溶出、誤用、あるいは土壌からの流出により水を介しての摂取により食中毒を引き起こす。
- 水銀
- ヒ素
- 銅
- カドミウム
- スズ
- 鉛
- セレン
- クロム

## その他の化学物質
- ポリ塩化ビフェニル（PCB）
- ヒスタミン
- Ｎ-ニトロソ化合物